# Qawm
Qawm es una unidad social básica de Afganistán que se basa en el parentesco, la residencia o la ocupación. A veces se traduce como "tribu", pero una relación qawm puede cruzar las delimitaciones tribales o incluso étnicas. 
La palabra proteica qawm es de origen árabe, y se utiliza en Afganistán para referirse a cualquier forma de solidaridad. Los afganos suelen identificarse por qawm, y no tanto por tribu o nacionalidad. La identidad qawm se añade al reto de crear una identidad nacional en Afganistán. El qawm es típicamente gobernado por una yirga o shura (un consejo o una asamblea de hombres mayores).